# 犀川ダム
犀川ダム（さいがわダム）は、石川県金沢市、二級河川・犀川本流上流部に建設されたダムである。
石川県が管理を行う県営ダムで、高さ72.0mの重力式コンクリートダム。犀川及び浅野川の治水、金沢市への利水、及び日本では極めて少ない市営による水力発電を目的に、国庫の補助を受けて建設された補助多目的ダムである。犀川水系で初めて建設されたダムであり、支流の内川に建設された内川ダムや現在犀川下流に建設中の辰巳ダムと共に犀川・浅野川の治水と金沢市の利水に重要な役割を担う。ダムによって形成された人造湖は河川名を採って犀川湖（さいがわこ）と命名された。しかし2013年4月25日より、ダムへ通ずる県道の落石により寺津ゲートで封鎖されており、一般者のダム見学は不可能になっている。

## 目的
1960年（昭和35年）に洪水調節・灌漑用水・上水道・工業用水・発電を目的に建設が着工した。これに伴って金沢市二又新町、倉谷町などが廃町となった。水力発電事業に関しては金沢市企業局が行っている。下流域には新寺津発電所、上寺津発電所、新辰巳発電所などがある。